# 皮尔尼茨
皮尔尼茨（德語：Pillnitz，發音：[ˈpɪlnɪts]）是德国萨克森州德累斯顿市洛施维茨区的次区（Stadtteil）。其原为一独立市镇，1950年被并入德累斯顿。今天皮尔尼茨依然保持着它过去乡村的结构，它属于萨克森的葡萄酒出产地之一，离德累斯顿市中心约15千米。一些周边的村庄今天也属于皮尔尼茨。
皮尔尼茨尤其以其英国式的公园和皮尔尼茨宫著称，该宫是德累斯顿旅游点之一。此外位于葡萄山中的优雅的葡萄山教堂也是一个特别的旅游点。
1791年8月27日神圣罗马帝国皇帝、普鲁士国王、后来的法国国王查理十世和萨克森选帝侯在皮尔尼茨发表了皮尔尼茨宣言，这个宣言被看作是对法国大革命的宣战书。